# فولغا (داكوتا الجنوبية)
فولغا (بالإنجليزية: Volga, South Dakota)‏ هي مدينة تقع في الولايات المتحدة في مقاطعة بروكينغز، داكوتا الجنوبية. يقدر عدد سكانها بـ 1,768 نسمة ومساحتها 2.36 كم2 وترتفع عن سطح البحر 498 متر.

## التركيبة السكانية
قام مكتب تعداد الولايات المتحدة بتحديد بيانات التركيبة السكانية لفولغا في تعداد الولايات المتحدة. في ما يلي، التركيبة السكانية حسب تعدادي 2000 و2010.

### تعداد عام 2000
بلغ عدد سكان فولغا 1,435 نسمة بحسب تعداد عام 2000، وبلغ عدد الأسر 571 أسرة وعدد العائلات 413 عائلة مقيمة في المدينة. في حين سجلت الكثافة السكانية 1,862.1 نسمة لكل ميل مربع (719.0/كم2). وبلغ عدد الوحدات السكنية 596 وحدة بمتوسط كثافة قدره 773.4 نسمة لكل ميل مربع (298.6/كم2).
وتوزع التركيب العرقي للمدينة بنسبة 98.75% من البيض و 0.42% من الأمريكيين الأصليين و 0.21% من الأمريكيين ذوي الأصول الآسيوية و 0.63% من عرقين مختلطين أو أكثر.
بلغ عدد الأسر 571 أسرة كانت نسبة 37.1% منها لديها أطفال تحت سن الثامنة عشر تعيش معهم، وبلغت نسبة الأزواج القاطنين مع بعضهم البعض 61.5% من أصل المجموع الكلي للأسر، ونسبة 8.9% من الأسر كان لديها معيلات من الإناث دون وجود شريك، وكانت نسبة 27.5% من غير العائلات. تألفت نسبة 24.7% من أصل جميع الأسر من أفراد ونسبة 11.2% كانوا يعيش معهم شخص وحيد يبلغ من العمر 65 عاماً فما فوق. وبلغ متوسط حجم الأسرة المعيشية 3.03، أما متوسط حجم العائلات فبلغ 2.51.
بلغ العمر الوسطي للسكان 34 عاماً. وكانت نسبة 27.9% من القاطنين تحت سن الثامنة عشر، وكانت نسبة 7.8% بين الثامنة عشر والأربعة وعشرون عاماً، ونسبة 30.8% كانت واقعةً في الفئة العمرية ما بين الخامسة والعشرون حتى والأربعة وأربعون عاماً، ونسبة 20.7% كانت ما بين الخامسة والأربعون حتى الرابعة والستون، ونسبة 12.8% كانت ضمن فئة الخامسة والستون عاماً فما فوق. يوجد لكل 100 أنثى 92.9 ذكر، ويوجد لكل 100 أنثى في الثامنة عشر من عمرها فما فوق 90.3 ذكر.
بلغ متوسط دخل الأسرة في المدينة 41,818 دولار، أما متوسط دخل العائلة فبلغ 51,131 دولار. وكان متوسط دخل الذكور 31,083 دولار مقابل 23,190 دولار للإناث. وسجل دخل الفرد الخاص بالمدينة 18,237 دولار. وكانت نسبة 3.4% من العائلات ونسبة 6.2% من السكان تحت خط الفقر، وكان من هؤلاء نسبة 10.1% تحت سن الثامنة عشر ونسبة 8.7% في الخامسة والستين من العمر وما فوق.

### تعداد عام 2010
بلغ عدد سكان فولغا 1,768 نسمة بحسب تعداد عام 2010، وبلغ عدد الأسر 734 أسرة وعدد العائلات 483 عائلة مقيمة في المدينة. في حين سجلت الكثافة السكانية 1,942.9 نسمة لكل ميل مربع (750.2/كم2). وبلغ عدد الوحدات السكنية 783 وحدة بمتوسط كثافة قدره 860.4 لكل ميل مربع (332.2/كم2).
وتوزع التركيب العرقي للمدينة بنسبة 98.2% من البيض و 0.4% من الأمريكيين الأصليين و 0.3% من الأمريكيين ذوي الأصول الآسيوية و 0.3% من الأمريكيين الأفارقة و 0.5% من عرقين مختلطين أو أكثر.
بلغ عدد الأسر 734 أسرة كانت نسبة 32.7% منها لديها أطفال تحت سن الثامنة عشر تعيش معهم، وبلغت نسبة الأزواج القاطنين مع بعضهم البعض 53.5% من أصل المجموع الكلي للأسر، ونسبة 7.9% من الأسر كان لديها معيلات من الإناث دون وجود شريك، بينما كانت نسبة 4.4% من الأسر لديها معيلون من الذكور دون وجود شريكة وكانت نسبة 34.2% من غير العائلات. وبلغ متوسط حجم الأسرة المعيشية 2.98، أما متوسط حجم العائلات فبلغ 2.41.
بلغ العمر الوسطي للسكان 33.8 عاماً. وكانت نسبة 26.5% من القاطنين تحت سن الثامنة عشر، وكانت نسبة 7.7% بين الثامنة عشر والأربعة وعشرون عاماً، ونسبة 30.2% كانت واقعةً في الفئة العمرية ما بين الخامسة والعشرون حتى والأربعة وأربعون عاماً، ونسبة 22.2% كانت ما بين الخامسة والأربعون حتى الرابعة والستون، ونسبة 13.5% كانت ضمن فئة الخامسة والستون عاماً فما فوق. وتوزع التركيب الجنسي للسكان بنسبة 49.2% ذكور و50.8% إناث.